# Специален шампионат в Обединеното кралство
Специалният шампионат на WWE в Обединеното кралство (на английски: WWE United Kingdom Championship Special) е кеч събитие, продуцирано от WWE.
Провежда се в Epic Studios в Норич, Норфолк, Англия. Включва кечисти от Турнира за Титлата на Обединеното кралство и програмата „205 на живо“ на WWE.
Събитието се записва на 7 май 2017 и се излъчва на 19 май 2017 г. Излъчва се на живо по WWE Network. По време на шоуто се излъчват 4 мача.
В главния мач Тайлър Бейт успешно запазва своята Титла на Обединеното кралство на WWE срещу Марк Андрюс. В друг значим мач Пийт Дън побеждава Трент Севън и печели мач за титлата срещу Бейт на „NXT Завземане: Чикаго“.

## История
На 15 декември 2016 г. в The O2 Arena Трите Хикса обявява, че следващия месец WWE ще коронова първия шампион на Обединеното кралство на WWE. Турнирът, определящ първия шампион, се провежда на 14 и 15 януари. Турнирът и титлата се печелят от Тайлър Бейт. С победата си 19-годишният Бейт става най-младия индивидуален шампион в историята на WWE и втория най-млад като цяло след Рене Дюпри.
На 15 май 2017, WWE обявяват следващото събитие след шампионския турнир, озаглавено „Специален шампионат в Обединеното кралство“, с коментаторите Джим Рос и Найджъл Макгинес.

## Резултати
| №                                         | Резултати                                                      | Правила                                                                                  | Време |
| ----------------------------------------- | -------------------------------------------------------------- | ---------------------------------------------------------------------------------------- | ----- |
| 1                                         | Улфганг побеждава Джоузеф Конърс                               | Индивидуален мач                                                                         | 11:00 |
| 2                                         | Ти Джей Пи и Брайън Кендрикът побеждават Рич Суон и Дан Молони | Отборен мач                                                                              | 11:30 |
| 3                                         | Пийт Дън побеждава Трент Севън                                 | Индивидуален мач, определящ главния претендент за Титлата на Обединеното кралство на WWE | 15:55 |
| 4                                         | Тайлър Бейт (ш) побеждава Марк Андрюс                          | Индивидуален мач за Титлата на Обединеното кралство на WWE                               | 24:20 |
| - (ш) – указва шампиона/шампионите в мача |                                                                |                                                                                          |       |